# Дубки (Измалковский район)
Дубки — деревня Петровского сельсовета Измалковского района Липецкой области.

## География
Деревня находится на автодороге 42К-394, через неё проходят проселочная дорога. За автодорогой проходит железная дорога и расположена деревня Николаевка.
Восточнее Дубков находится Хомутов лес.

## Население
| 2010 |
| ---- |
| 7    |